# Tuttu Tarkiainen
Tuttu Viljo Tarkiainen, född 1912, död 1969, var en finländsk statsvetare. Son till Viljo Tarkiainen och farbror till Kari Tarkiainen. 
Tarkiainen var professor i statsvetenskap vid Samhälleliga högskolan från 1952 till 1965, dess rektor mellan 1954 och 1956 och Helsingfors handelshögskolans extra ordinarie professor från 1965.
Han är begravd på Sandudds begravningsplats i Helsingfors.